# Генріх Зах
Генріх Зах (нім. Heinrich Sach; 28 квітня 1913, Ойтін — ?) — німецький офіцер-підводник, оберлейтенант-цур-зее резерву крігсмаріне.

## Біографія
30 жовтня 1938 року вступив на флот. З 15 березня по 30 червня 1939 року служив в 2-му морському артилерійському дивізіоні у Вільгельмсгафені, з серпня 1939 року — в 11-й флотилії оборони гавані в Кілі-Гольтенау. В липні-вересні 1940 року пройшов курс фельдфебеля, з вересня 1940 по 5 січня 1941 року — навігаційний курс, з 6 січня по 24 травня 1941 року — курс підводника, після чого був направлений на будівництво підводного човна U-374. З 21 червня по вересень 1941 року — 2-й вахтовий офіцер на U-374. З 16 травня по 30 червня 1944 року пройшов курс командира човна. 4 липня 1944 року переданий в розпорядження 25-ї флотилії. В листопаді 1944 року направлений на будівництво U-3031. З 28 лютого по 3 травня 1945 року — командир U-3031. 8 травня 1945 року взятий в полон британськими військами.

## Звання
- Рекрут (30 жовтня 1938)
- Матрос-єфрейтор (1 жовтня 1939)
- Штурмансмат резерву (1 жовтня 1940)
- Кандидат в офіцери резерву (1 жовтня 1940)
- Штурман (1 листопада 1940)
- Лейтенант-цур-зее резерву (1 квітня 1941)
- Оберлейтенант-цур-зее резерву (1 квітня 1943)

## Нагороди
- Залізний хрест 2-го класу (1940)